# McKim, Mead & White

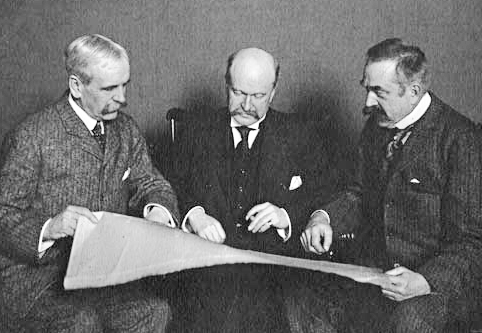
Grundarna Mead, McKim och White (från vänster).

McKim, Mead & White var ett arkitektkontor verksamt på amerikanska östkusten decennierna kring sekelskiftet 1900.
Kontoret bestod av arkitekterna Charles McKim (1847–1909), William Mead (1846–1928) och Stanford White (1853–1906). McKim och White studerade för Henry Hobson Rickardson. Det har sagts att kontorets framgångar berodde på att de tre framgångsrikt kompletterade varandra – McKim som idealist, Mead som pragmatiker och White som sensualist.
McKim, Mead & White associeras med City Beautiful och Beaux-Arts. Båda dessa skolor eftersträvade förnyelse och tillämpning av den klassiska traditionen, den förra inom stadsplanering, den senare inom arkitektur och inredning. Förutom nedan nämnda projekt deltog McKim i omgestaltningen av Washington D.C. 1901.

## Projekt
- American Academy i Rom, Rom, Italien, 1913.
- Boston Public Library, Boston, Massachusetts, USA, 1887-1895.
- Isaac Bell House, Newport, Rhode Island, USA, 1881-1883.
- Morgan Library, New York, New York, USA, 1906.
- New York Herald Building, New York, New York, USA, 1894.
- New York Racquet Club, New York, New York, USA, 1916-1919.
- Newport Casino, Newport, Rhode Island, USA, 1879-1880.
- Pennsylvania Station, New York, New York, USA, 1910.
- Rhode Island State Capitol, Providence, Rhode Island, USA, 1895-1903.
- University Club, New York, New York, USA, 1900.
- W. G. Low House, Bristol, Rhode Island, USA, 1887.